# 칠보면
칠보면(七寶面)은 대한민국 전북특별자치도 정읍시의 면이다. 면적은 35.80 km2이고, 인구는 2009년 12월 31일을 기준으로 3,743명이다.
칠보면은 삼한시대 마한 땅으로 삼국시대에는 백제의 영토로 대시산국, 신라와 고려시대에는 태산군으로서 그 명성이 높았으며 조선태종때는 태인군 고현내면, 남촌일변면 구역으로 불리었는데 1914년 행정구역 개편때에 이 두 면을 병합하여 이 지역에 있는 칠보산 이름을 따서 칠보면이라고 하고 정읍군에 편입했다.
조선태종 16년(1416년)까지 태인군으로 현지가 현 칠보초등학교 내에 위치하였고, 1416년 이후에는 옛고을이라고 해서 고현내로 칭하고1914. 3. 1일(일제시대) 부군제 실시로 남촌일변면 일단을 병합하여 칠보산 명을따서 칠보면이라 개칭하였다.
정읍의 경주라 칭하는 칠보면은 정읍동부 산간지역으로 교통의 중심지이며, 선비 정신이 살아 숨쉬는 유교문화의 본고장으로 수려한 자연경관과 역사문화를 토대로 한 고장이다.

## 연혁
- 삼국시대 대시산군
- 통일신라 태산군
- 고려시대 태산군
- 조선시대초 태산군
- 조선태종 6년 이후 태인군 고현내
- 1914년 정읍군 칠보면(부군제 실시)
- 1955년 1월 1일 정읍시 칠보면(시군 통합)

## 문화재 및 관광 자원
- 정읍 무성서원- 사적 제166호
- 정읍 석탄사- 전통사찰 94호
- 정읍 무성리 삼층석탑 - 전북특별자치도 유형문화재 제158호
- 정읍 무성리 석불입상-  전북특별자치도 유형문화재 제 157호
- 김회련 개국원종공신녹권- 보물 제 437호
- 김회련 고신왕지- 보물 제438호
- 정읍 백암리 남근석 - 전북특별자치도 민속문화재 제 13호
- 정읍 칠보물테마유원지

## 행정 구역
| 법정리명       | 마을유래 | 자연마을 | 비고 |
| -------------- | --- | --- | ---- |
| 축현리(杻峴里) | 본래 태인군 남촌일변면(南村一邊面)구역인데, 1914년 행정구역 개편 때에 석정리(石井里), 남기리(南基里) 각 일부를 병합이여, 이 지역이 싸리재(軸峴)밑이기 때문에 그 이름을 축현리라 하고, 정읍군 칠보면에 편입하였다. | 1) 축촌(?村) 마을 2) 신기(新基) 마을 |      |
| 백암리(白岩里) | 본래 태인군 남촌일변면(南村一邊面) 구역인데, 1914년 행정구역 개편 때에 상일리(上一理), 중일리(中一里), 제내리(提內里), 백암리(白岩里), 축촌리(軸村里), 석정리(石井里)와 고현내면(古縣內面), 이리(二里), 삼리(三里) 및 동촌면(東村面) 칠전리(漆田里) 남촌이변면(南村二邊面) 덕두리(德斗里) 각 일부와 원두리(元斗里), 사제리(沙提里)를 병합하여 중심 마을 이름을 따서 백암리라 하고, 정읍군 칠보면에 편입하였다.               | 1) 원백(元白) 마을 2) 상일(上一) 마을 3) 중일(中一) 마을 4) 흥이(興二) 마을 5) 흥삼(興三) 마을 6) 원제(元提) 마을                              |      |
| 무성리(武城里) | 본래 태인군 고현내면(古縣內面) 구역인데, 1914년 행정구역 개편 때에, 은석리(銀石里), 원촌리(院村里), 동촌리(東村里), 육리(六里), 도산리(道山里)와 남촌일변면(南村一邊面) 흥삼리(興三里), 신제리(新提里), 구동(九洞) 각 일부를 병합하여, 이 지역에 있는 유명한 서원인 무성서원의 이름을 따서 무성리라, 하고 정읍군 칠보면에 편입하였다.                                                                                        | 1) 묵동(墨洞) 마을 2) 신흥(新興) 마을 3) 대흥(大興) 마을 4) 장구(長久) 마을 5) 은석(銀石) 마을 6) 원촌(院村) 마을                              |      |
| 와우리(臥牛里) | 본래 태인군 고현내면(古縣內面)구역인데, 1941년 행정구역 개편 때에, 명천리(鳴川里), 도산리(道山里), 육리(六里), 원천리(院川里) 각 일부를 병합하여, 이곳 지형이 와우형(臥牛形)이라 하여, 와우리라 하고, 정읍군 칠보면에 편입 하였다. | 1)도산(道山) 마을 2)검단(檢丹) 마을 3)명천(鳴川) 마을                                                                                          |      |
| 시산리(詩山里) | 본래 태인군 고현내면(古縣內面) 구역인데, 1914년 행정구역 개편 때에, 행단리(杏壇里), 복호리(伏虎里), 상오리(上五里), 동변동(東邊洞), 원촌리(院村里), 만궁리(滿弓里), 와 남촌일변면(南村一邊面), 흥삼리(興三里), 흥이리(興二里) 각 일부를 병합하여, 옛 고을 대시산(大尸山)의 이름을 따서 시산리라 하고, 정읍군 칠보면에 편입 하였다.                                                                                           | 1) 행단(杏壇) 마을 2) 복호(伏虎) 마을 3) 시기(市基) 마을 4) 건흥(建興) 마을 5) 송산(松山)마을 6) 동편(東遍) 마을 7) 삼리(三里) 마을 : 남전마을 |      |
| 반곡리(盤谷里) | 본래 태인군 남촌일변면(南村一邊面)과 고현내면(古縣內面) 구역인데, 1914년 행정구역 개편 때에, 남촌일변면(南村一邊面) 동막리(洞幕里), 옥촉리(玉燭里), 여암리(餘岩里), 벌수리(伐水里), 광신리(光新里)와 고현내면(古縣內面)의 만궁리(滿弓里) 일부, 세류리(細柳里), 사리(四里), 진종리(眞從里), 백화리(白化里)를 병합하여, 이 산골의 특징을 잡아「서리실」(盤 谷)이라 하는 이름을 따서 반곡이라 하고, 정읍군 칠보면에 편입하였다. | 1) 세류(細柳) 마을 2) 원반(元盤) 마을 3) 석탄(石灘) 마을 4) 동막(東幕) 마을 5) 여옥(余玉) 마을 6) 벌수(伐水) 마을                              |      |
| 수청리(水淸里) | (水滿里), 노적리(老迪里), 피오리(皮五里), 굴치리(屈峙里)와 정읍군 옹동면 피오리(皮五里) 각 일부를 병합하여, 이 곳 수만과 내외청을 약칭한 수청리라 하고, 정읍군 칠보면에 편입하였다. | 1) 청광(靑光) 마을 2) 만석(滿釋) 마을 : 만적마을                                                                                               |      |